# Solvatocromismo
Solvatocromismo é o termo utilizado para descrever o fenômeno observado quando há a mudança de cor de uma solução de acordo com o solvente. Esse efeito provoca uma alteração expressiva na posição e também na intensidade das bandas de absorção e de emissão, a qual acontece devido a mudança da polaridade do meio.

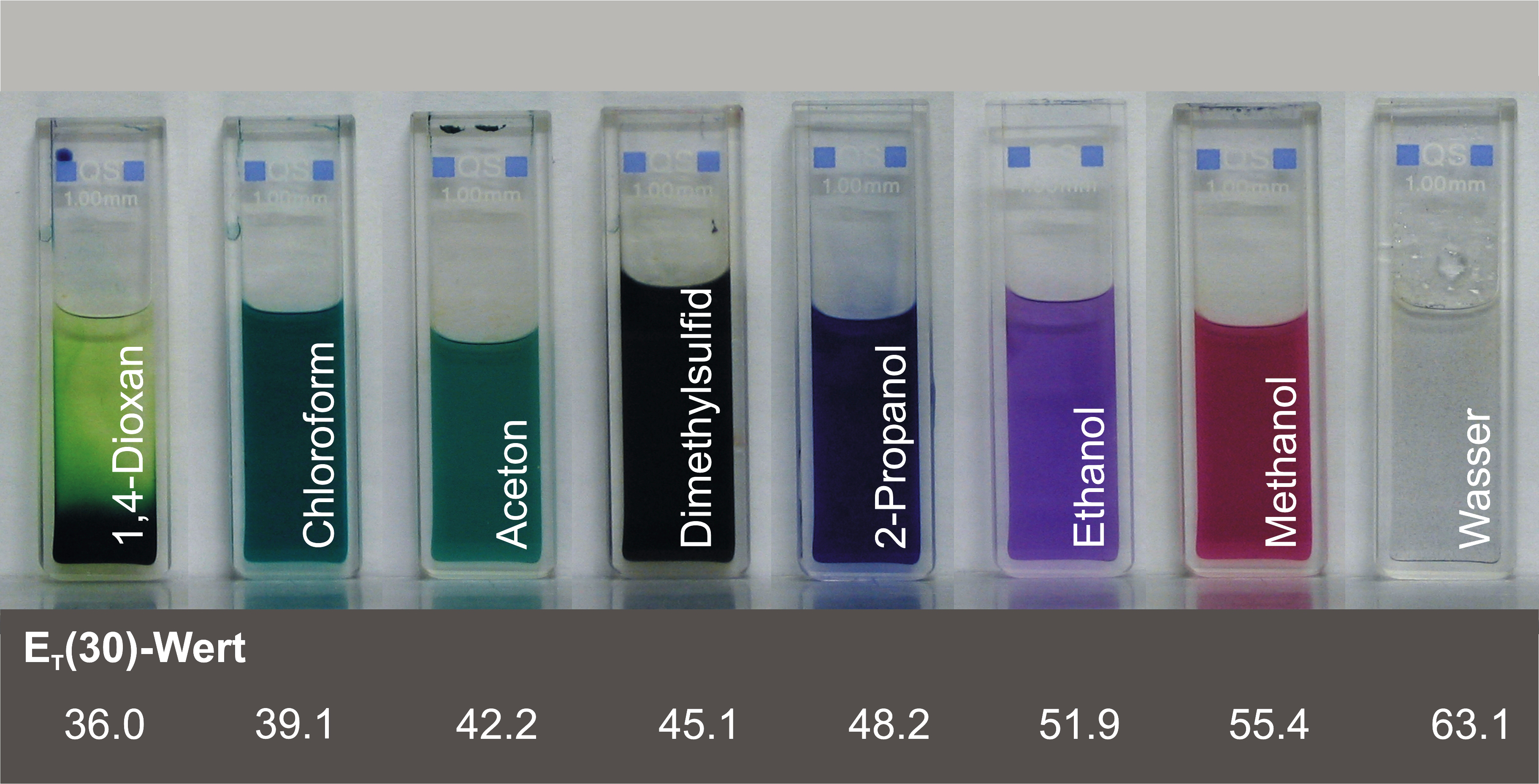
Corante de Reichardt dissolvido em diferentes solventes

O deslocamento das bandas pode ocorrer por efeito batocrômico, conhecido como solvatocromismo positivo, ou seja, deslocamento para frequências mais baixas, e portanto, maiores comprimentos de onda, ou por efeito hipsicrômico (solvatocromismo negativo), onde o contrário acontece, tendo em vista que esses efeitos são opostos.
As mudanças espectrais surgem como resultado das forças de interação entre as moléculas do soluto e do solvente, tais como íon-dipolo, dipolo-dipolo, dipolo-dipolo induzido, ligações de hidrogênio, entre outras. Tais forças tendem a alterar a diferença de energia entre os estados fundamental e excitado do cromóforo de um corante, de modo que o tamanho da lacuna de energia varie para cada solvente, o que se reflete no espectro de absorção ou emissão do soluto.
É importante mencionar que as mudanças da banda de absorção acompanham a mudança de polaridade no meio, o que significa que quanto maior o valor obtido para energia de transição, maior será a polaridade da solução.
As medidas de polaridade (química) de cada solvente podem ser determinadas através do uso de sondas solvatocrômicas, que são corantes orgânicos, sendo que os mais conhecidos são o corante de Reichardt e o Nile Red.

Estrutura química do corante de Reichardt

Estrutura química do Nile red

## Cálculo da polaridade
Diversas escalas de polaridade foram criadas a fim de possibilitar o cálculo da polaridade do solvente, dessa forma, pode-se destacar a escala ET(30), a qual foi proposta por Dimroth e Reichardt em 1963 e foi construída a partir do corante de Reichardt.
Os valores de energia de transição são definidos a temperatura ambiente (298 K) e a pressão de 1 atm, e podem ser estimados a partir da seguinte fórmula:
{\displaystyle \displaystyle {\text{Enr}}={\frac {28591,44}{\lambda _{\text{máx}}}}}
Em que λmáx é o valor de comprimento de onda do máximo de absorção da banda de transferência de carga do corante, e o valor tabelado 28591,44 é proveniente da multiplicação da constante de Planck, velocidade da luz, número de onda da banda de absorção máxima do corante de Reichardt e da constante de Avogadro.

## Conclusão
Com isso, percebe-se que os corantes solvatocrômicos são usados para medir parâmetros de solventes que podem ser usados para explicar fenômenos de solubilidade e escolher os melhores solventes para determinados usos.
No contexto de aplicações, vê-se que a propriedade solvatocrômica permite a criação de sensores ópticos que indicam mudanças de polaridade em sistemas químicos, como membranas biológicas ou microambientes em soluções. E, atualmente, alguns trabalhos mostram que sondas solvatocrômicas têm sido usadas para monitorar processos biológicos em escala molecular, o que é algo de grande valor para a área da bioquímica.